# Chantal Rouleau
Chantal Rouleau, née le 4 juillet 1959 à Repentigny, est une entrepreneure et femme politique québécoise. Elle est la députée à l'Assemblée nationale de la circonscription de Pointe-aux-Trembles sous la bannière de la Coalition avenir Québec depuis les élections générales québécoises de 2018 et ministre responsable de la Solidarité sociale et de l'Action communautaire depuis les élections générales québécoises de 2022.
De 2010 à 2018, elle est mairesse d'arrondissement de Rivière-des-Prairies–Pointe-aux-Trembles à Montréal.
Suivant son arrivée à l'Assemblée nationale en 2018, Chantal Rouleau est nommée ministre déléguée aux Transports et ministre responsable de la région de Montréal et de la Métropole, poste qu'elle occupera de 2018 à 2022.
Réélue à l'élection de 2022, elle est nommée ministre responsable de la Solidarité sociale et de l'Action communautaire le 20 octobre 2022.

## Biographie
Née à Repentigny, Chantal Rouleau œuvre, entre 1980 et 2010, dans l’industrie québécoise de la récupération et du recyclage ainsi que dans le domaine de l'assainissement des eaux. Après avoir fondé, au milieu des années 1980, sa propre entreprise dans le domaine du papier recyclé, elle devient directrice d’usine au sein du Groupe Cascades.
Entre 2002 et 2008, elle participe avec les partenaires industriels à la réalisation de l’un des plus gros projets de dépollution de l’histoire du Canada : l’assainissement et le nettoyage du fleuve Saint-Laurent dans l’Est ainsi que le développement de sites d’accès aux berges pour la population. Avec la réussite de ce projet, elle reçoit en 2008 le Prix canadien de l’environnement – Réseau Prix d’action communautaire par la Canadian Geographic.
Elle est élue mairesse de l'arrondissement de Rivière-des-Prairies–Pointe-aux-Trembles de la ville de Montréal à l’occasion d’une élection partielle en juin 2010 sous la bannière de Vision Montréal,. Le 30 mai 2013, elle quitte Vision Montréal avec deux autres élus de l'arrondissement, Suzanne Décarie et Gilles Déziel, pour se joindre à Denis Coderre qui s'est porté candidat à la mairie le 16 mai 2013. Lors de l'élection municipal montréalaise du 3 novembre 2013, elle se fait réélire avec plus de 65 % des voix sous la bannière de l'Équipe Denis Coderre pour Montréal.
En plus d'être mairesse d'arrondissement, elle est membre du Conseil municipal de Montréal et est membre du Comité exécutif de Montréal comme responsable du dossier de l'eau et des infrastructures de l'eau. De plus, Chantal Rouleau siège à la Conférence régionale des élus de Montréal, au Conseil d'agglomération de Montréal, et au conseil de la Communauté métropolitaine de Montréal.
Chantal Rouleau se fait connaitre du grand public lors de son passage à l'émission Enquête à Radio-Canada le 29 septembre 2011. La modification de la méthode d'octroi des contrats des villes et la lutte à la corruption deviennent « son combat ». Le 7 octobre 2011, elle fait parvenir une lettre au premier ministre du Québec de l'époque, Jean Charest, pour réclamer des modifications pour l'octroi des contrats des villes et la mise en place d'une commission d'enquête publique sur la construction. Ces deux actions font fortement réagir les médias québécois, et même internationaux,,.
Lors des élections générales québécoises de 2018, elle est candidate pour la Coalition avenir Québec dans la circonscription de Pointe-aux-Trembles qu'elle remporte, donnant ainsi l'une des deux premières circonscriptions de Montréal aux mains de sa formation politique avec la circonscription voisine de Bourget.
Elle est nommée ministre déléguée aux Transports et ministre responsable de la région de Montréal et de la Métropole le 18 octobre 2018.
Elle est réélue en 2022. Ses responsabilités ministérielles changent à la suite du dévoilement du nouveau Conseil des ministres par le premier ministre, François Legault. Elle assume alors les fonctions de ministre responsable de la Solidarité sociale et de l'Action communautaire.